# Fleury (Moselle)
Fleury (německy Flöringen) je obec ve Francii v jihozápadní části departementu Moselle a v regionu Grand Est. Nachází se 4 km od jižního okraje jejich správního střediska Met a má 1 207 obyvatel.

## Geografie
Obec se nachází na zalesněné plošině, na horním okraji údolí řeky Seille. Kopcovitý terén je příčinou vzniku rozmanitých mikroklimat, takže zemědělství v okolí obce je různorodé. Zastoupeno je polykulturní zemědělství a pěstování cereálií, stejně jako chov dobytka a vinařství.

## Historie
Fleury bylo součástí regionu Saulnois, po staletí významného zdroje soli ovládáného provincií Tří biskupství (Trois-Évêchés).
V roce 1352 byla obec vypleněna armádou Marie de Châtillon, regentkou Lotrinského vévodství.
V letech 1915–18 a 1940–44 nesla obec německý název Flöringen.

## Památky a zajímavosti
Kostel Narození Panny Marie od architekta Georges-Henri Pingussona byl postaven roku 1962 namísto původního kostela z roku 1767 zničeného v roce 1944. Interiér kostela je pozoruhodný specifickou prací se světlem.

## Doprava
V blízkosti (3 km) prochází jižní obchvat Met silnice N431, východně od obce pak dálnice A31 (8 km). Nedaleko se nacházejí též stanice Gare de Lorraine rychlovlaků TGV a regionální letiště Mety-Nancy-Lotrinsko (obojí 10 km).

## Vývoj počtu obyvatel
Počet obyvatel